# Victoria Coach Station
Victoria Coach Station (en español: Terminal de autobuses Victoria) es la mayor y más importante estación de buses en Londres, y es operado por Victoria Coach Station Ltd., una rama de Transporte de Londres.
Esta estación recibe a los buses interurbanos (o servicios de buses de larga distancia), y no debe ser confundida con la Victoria Bus Station (en español:Estación de autobuses Victoria), la cual recibe los servicios de London Buses. La estación también es utilizada como punto de partida de varios viajes de buses rurales que parten de Londres.

## Historia
La estación fue abierta en su sitio actual en Buckingham Palace Road, Londres, en 1932, por London Coastal Coaches Limited, una asociación de operadores de buses. En 1968 esta se volvió subsidiaria de la National Bus Company (NBC). El edificio es de estilo art déco. Durante los años 1970, Victoria Coach Station pasó a ser responsabilidad de la subsidiaria de NBC, National Travel (South East) Limited. En 1978 London Coastal Coaches Company volvió a existir y fue renombrada como Victoria Coach Station Limited. En 1988, siguiendo a la privatización de las compañías de NBC, la propiedad de Victoria Coach Station Limited fue transferida a London Regional Transport, la cual en 2000 pasó su propiedad a Transportes de Londres.

## Operación
Victoria Coach Station posee terminales separados de llegadas y salidas, ubicadas en los lados opuestos de Elizabeth Street. El edificio principal de salidas posee restaurantes, cafeterías, tiendas, custodias de equipaje, y ventas de boletos. El área combinada de las dos terminales posee cerca de 12.000 m². La estación de buses alberga la mayoría de los servicios de National Express, Eurolines, Oxford Espress y Megabús.
Existen 22 andenes en las terminales de salida.
Cerca de la estación se ubica la Green Line Coach Station, la cual alberga los servicios de Green Line Coaches y varios otros operadores de buses suburbanos e interurbanos.

## Galería

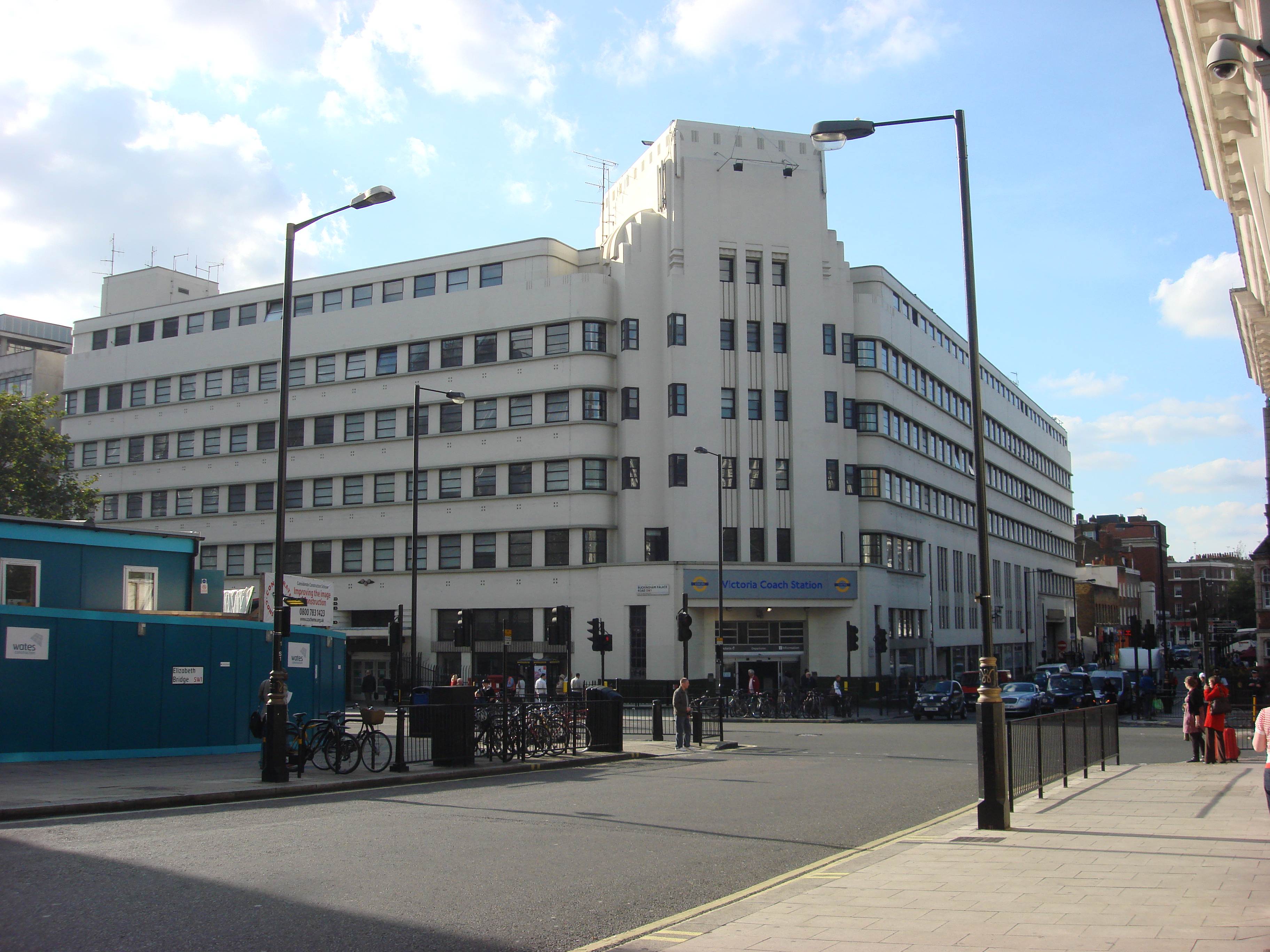
Exterior de la Victoria Coach Station
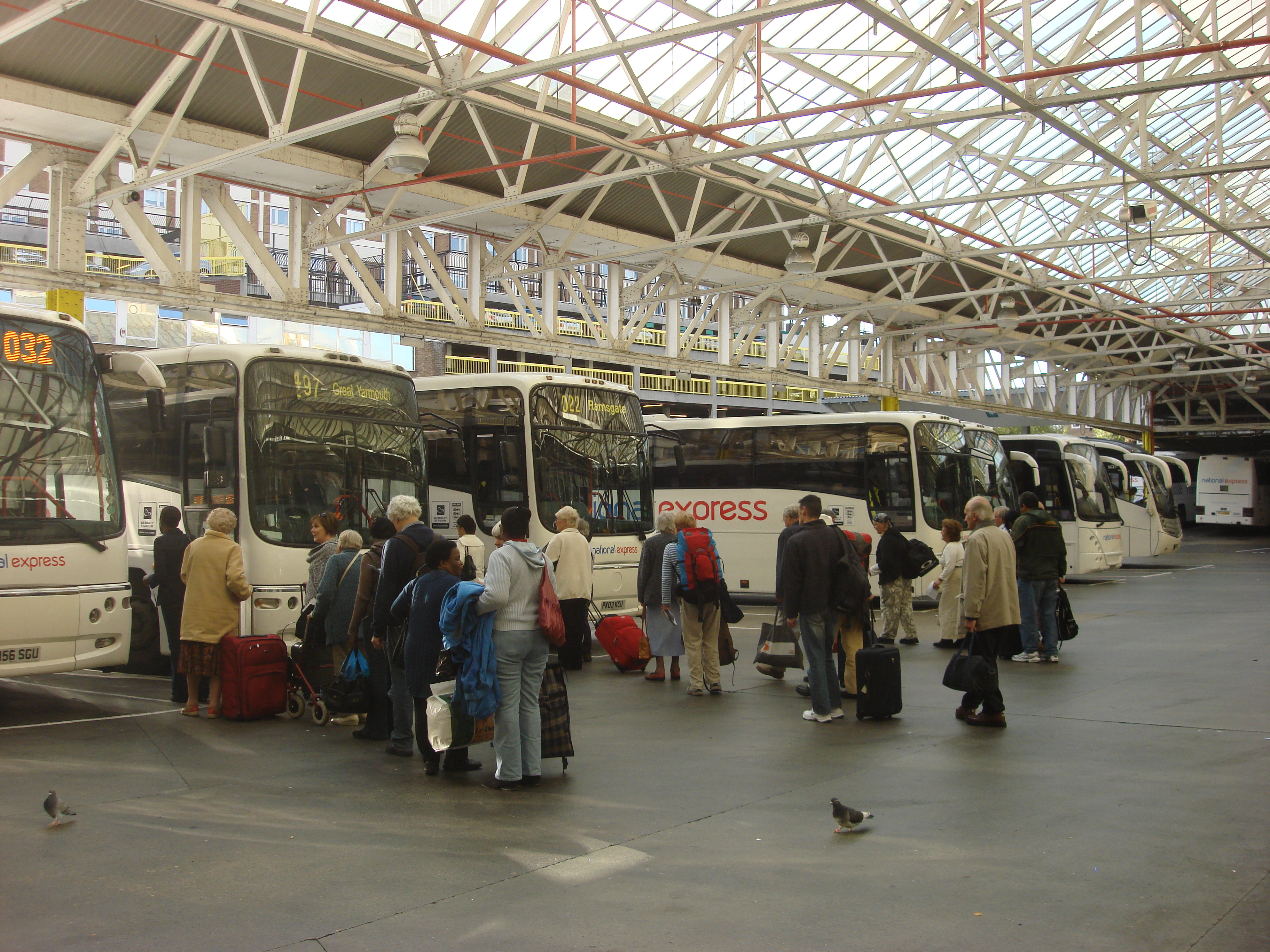
Área de abordaje de los buses
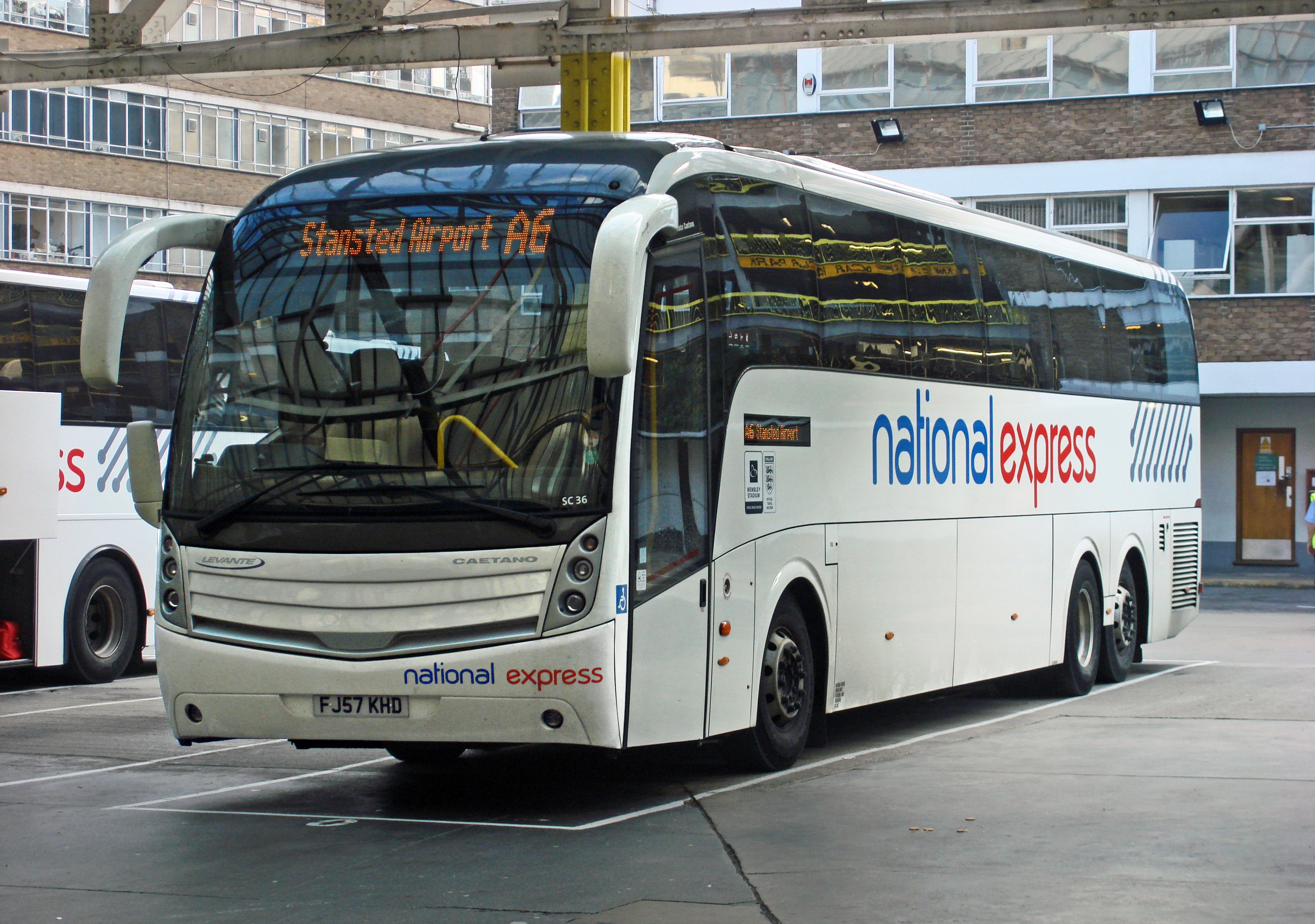
Un bus de National Express de la ruta A6 en la Victoria Coach Station.